# En Tur gennem Københavns Kanaler
En Tur gennem Københavns Kanaler er en film fra 1908 med ukendt instruktør, der viser en tur gennem Københavns kanaler og Inderhavnen. Filmen har karakter af en havnerundfart, der viser datidens aktive havn og karakteristiske steder men kun i mindre omfang egentlige seværdigheder.

## Handling
Filmen indledes med Knippelsbro, hvor en sporvogn kører over, og hvor en ny Knippelsbro bygges bagved. Derefter sejles langs med Havnegade, hvor en hjuldamper og flere andre dampskibe ligger ved kaj. Så sejles ind gennem Nyhavn, hvor man ser Nyhavnsbroen med tæt trafik og Kongens Nytorv i baggrunden. Tilbage i havnen sejles forbi dampskibet Kiew, hvorefter der klippes til Langelinie med St. Alban's English Church og skibet Hohenzollern. Efterfølgende ses et dampskib i dok. Så klippes der til industriområdet ved den sydlige indsejling til Christianshavns Kanal, som der sejles op igennem. Undervejs ses Børnehusbroen med tæt trafik. I den nordlige ende ses en jernbanefærge og andre skibe ved kaj samt Christiansholmsbroen.
Der klippes til Slotsholmskanalen med Børsen og ruinerne af det andet Christiansborg til venstre og skibe til højre, hvorefter Børsbroen ses. Ved Holmens Kirke manøvreres udenom et større antal opankrede både. Der fortsættes videre langs med Ved Stranden, Gammel Strand med opankrede både og Nybrogade. Der kigges op til Thorvaldsens Museum og Christiansborgs ruiner, hvor et sporvognstog kører forbi. Derefter sejles gennem Frederiksholms Kanal, hvor Marmorbroen og Prinsens Bro ses med mere behersket trafik. Så klippes der til Inderhavnen med flere kraner ved Kalvebod Brygge og en slæbebåd, der trækker afsted med et dampskib. Derefter ses Langebro og bygninger ved Christians Brygge, før der vendes tilbage til udgangspunktet ved Knippelsbro.

## Baggrund
Filmens indledende og afsluttende scene med Knippelsbro er sidste og første halvdel af samme optagelse, der er blevet klippet over. Broen i filmen er en af forgængerne for den nuværende bro, der lå udfor Slotsholmsgade. Den blev erstattet af en ny udfor Børsgade i 1909, der i filmen ses blive bygget bagved den gamle bro. Også Langebro er blevet skiftet ud, mens Christiansholmsbroen til Christiansholm er blevet erstattet af en dæmning.
Filmen i øvrigt bærer præg af at være en blanding af steder der stadig findes og andre der for længst er forsvundet. Ved Nyhavn, Christianshavns Kanal og Slotsholmskanalen står mange bygninger således endnu, mens Kalvebod Brygge og Christians Brygge til gengæld er forandret til noget nær uigenkendelighed. Og hvor den søgående trafik dengang var præget af store dampskibe og små både til transport, er det nu lystsejlere og havnerundfarter, der præger billedet. For sidstnævnte i øvrigt med den forskel at der nu sejles den modsatte vej gennem Christianshavns Kanal og Slotsholmskanalen end i filmen.

## Galleri
- Der sejles ind gennem Nyhavn.
- Christianshavns Kanal.
- Den nu forsvundne Christiansholmsbroen.
- Både ved Gammel Strand.
- Slæbebåd med dampskib.
- Den daværende Langebro.